# Jacob Friedrich Georg Emmrich
Jacob Friedrich Georg Emmrich (* 24. August 1766 in Meiningen; † 13. Juni 1839 in Ansbach) war ein deutscher Jurist und Hochschullehrer.

## Leben
Jacob Friedrich Georg Emmrich war der älteste Sohn von Johann Adam Emmrich (* 3. Oktober 1734 in Salzungen; † 14. September 1796 in Meiningen), Inspektor und Archidiakon in Meiningen und dessen Ehefrau Elisabeth Friederike Erdmuthe (* 1747 in Meiningen; † 1807), eine Tochter von Johann Georg Erk (1708–1772), Hofadvokat in Meiningen, geboren. Er hatte noch vier Brüder und fünf Schwestern, von diesen verstarben jedoch ein Bruder und eine Schwester bereits in der Kindheit; sein Bruder Georg Karl Friedrich Emmrich wurde später Konsistorialrat und Oberhofprediger in Meiningen.
Er besuchte das Lyzeum (heute: Henfling-Gymnasium) in Meiningen, bis er sich Ostern 1786 an der Universität Göttingen für ein Studium der Rechtswissenschaften immatrikulierte. An der Universität hörte er unter anderem die Vorlesungen von Johann Stephan Pütter, Christian Gottlob Heyne, Johann Friedrich Eberhard Böhmer, Justus Friedrich Runde, Ludwig Timotheus Spittler und August Ludwig von Schlözer. Er promovierte am 29. April 1790 mit seiner Dissertation Commentatiode litium cxpensis quoad causas civiles, die er später unter dem Titel Ueber Proceßkosten, deren Erstattung und Kompensation herausgab, zum Doktor der Rechte und habilitierte sich als Privatdozent.
Im Sommer 1796 wurde er als ordentlicher Professor und Beisitzer der Juristenfakultät an die Universität Altdorf berufen und begann im Wintersemester mit seinen Vorlesungen, dazu betrieb er eine Praxis als Advokat.
1802 war er Rektor magnificus und schrieb in dieser Zeit Observationes ad doctrinam de litium expensis spectantes.
Als Altdorf am 12. Juli 1806 an das Königreich Bayern fiel, nahm die Zahl der Studenten stetig ab, und auch die Schöppenstuhlarbeiten, die die Hälfte seines Einkommens ausmachten, wurden fast gänzlich eingestellt, weil im Königreich Bayern das Aktenversenden verboten war; dies führte zu einer Verschlechterung seiner finanziellen Situation, dazu kam, dass die Besoldung nicht mehr regelmäßig ausgezahlt wurde, bis am 24. September 1809 die Universität aufgelöst und die Professoren entlassen wurden.
Er erhielt im April 1811 die Stelle eines Assessors beim Stadtgericht Regensburg und ging im Juli 1813 als Appellationsgerichtsrat für den Illerkreis nach Memmingen; hier traf er den Präsidenten des Appellationsgerichts Freiherr Carl Friedrich Wilhelm von Völderndorf (1758–1832) an, mit dem er bereits vorher in Verbindung stand.
1817 erfolgte seine Versetzung nach Ansbach an das Appellationsgericht des Rezatkreises; im darauffolgenden Jahr lehnte er eine Berufung als ordentlicher Professor an die Universität Greifswald ab und blieb in Ansbach.
1834 wurde ihm im Sommer seine Bitte auf Zurruhesetzung gewährt.
In seiner Freizeit beschäftigte er sich mit Heraldik und brachte eine der größten Siegel- und Autographensammlungen zusammen.
Jacob Friedrich Georg Emmrich heiratete am 1. Januar 1797 Henriette (geb. Hüne) († 1811), gemeinsam hatten sie zwei Töchter, von denen die Älteste 1833 verstarb.

### Schriftliches Wirken
Außer seinen juristischen Schriften, und einer Beteiligung am 2. Band der Pütterischen Geschichte von der Universität Göttingen, lieferte er verschiedene Rezensionen in den Göttinger Gelehrten Anzeigen und Beiträge in mehreren anderen juristischen Zeitschriften.

## Schriften (Auswahl)
- Commentatiode litium cxpensis quoad causas civiles. Göttingen 1790.
- Ueber Proceßkosten, deren Erstattung und Kompensation. Göttingen 1792.
- Observationes ad doctrinam de litium expensis spectantes. Norimbergae, Lechner 1802.
- Verzeichniß der von dem verstorbenen Herrn Appellationsgerichtsrath Dr. Emmerich in Ansbach hinterlassenen juristischen, genealogischen und heraldischen Werke und Siegelsammlung. Ansbach 1840.